# 6573 Магницький
6573 Магницький (6573 Magnitskij) — астероїд головного поясу, відкритий 19 вересня 1974 року.
Тіссеранів параметр щодо Юпітера — 3,412.